# Battaglie
Battaglie is een plaats (frazione) in de Italiaanse gemeente Treviglio.